# Les Pieds dans la marge
Les Pieds dans la marge est une émission de télévision jeunesse humoristique canadienne en 81 épisodes de 21 minutes et diffusée entre le 15 septembre 2006 et le 19 juin 2010 à la Télévision de Radio-Canada.
Elle est animée par trois franco-ontariens amis depuis 20 ans : Mathieu Pichette, Jean-Sébastien Busque et Félix Tanguay. Cette série gagnante de dix prix Gémeaux dont quatre au Gala 2009 et en nomination pour cinq prix en 2010, s'adressent aux jeunes (de 14 à 17 ans, mais tout autant et sinon plus aux plus vieux). Un de leurs précieux collaborateurs est Barclay Fortin qui écrit les scripts des émissions, principalement avec Mathieu Pichette.

## Concept
Chaque épisode de Les pieds dans la marge est axé sur l’importance de quelque chose, par exemple d’être à l’écoute, de s’évader ou d’être extrême. L'émission a pour but d'apprendre à vivre aux jeunes pour les aider à devenir des adultes accomplis. Les artisans de l'émission relèvent des défis relatifs à l'importance de leur sujet de la semaine, ils y présentent aussi plusieurs personnages et sketchs récurrents. L'émission est animée par Pierre-Paul Paquet, personnage incarné par Mathieu Pichette.

## Animateurs
Les trois animateurs, tous originaires de Sudbury (Ontario) ont collaboré dans plusieurs projets comme des capsules radiophoniques, groupes d'humour et émissions de télé principalement limités en Ontario.

### Mathieu Pichette
Mathieu est le plus nerveux. Il sursaute fréquemment, est impatient et il se fâche facilement. Il est très mauvais dans les sports (surtout au hockey). Des trois gars, il est celui qui interprète le plus de personnages. Mathieu est celui qui s'exprime avec le plus de facilité. Il est aussi l'auteur principal des pieds dans la marge (avec Barclay Fortin, qui n'apparaît que très rarement dans l'émission). Il a aussi très peur des hauteurs.

### Félix Tanguay
Félix est le plus "badasse" (ou "badass", expression anglaise pouvant signifier cool, casse-cou, dur à cuire, selon le contexte) du trio et aussi le plus malchanceux dans certaines situations, il ne connaît pas sa force, donc il lui arrive souvent de briser du matériel lors de tournages. Il joue de la guitare la plupart du temps. À presque toutes les parties de Pareil Pas Pareil, afin de déterminer un volontaire, il perd assez souvent, (quoique Félix n'a perdu qu'une partie de "pareil pas pareil" durant la saison 4). Il n'avait pas son permis de conduire jusqu'à l'épisode sur l'importance « L'importance d'être en contrôle » (il n'aime pas conduire). Il possède également des talents d'informaticien et a très bon caractère. Ayant la réputation de fêter jusqu'à très tard le soir et aller travailler le lendemain, Mathieu et Jean-Sébastien lui ont démontré « L'importance de dormir » en lui donnant le défi de ne pas dormir durant 48 heures.

### Jean-Sébastien Busque
Souvent appelé JS (et Sébastien par sa mère), il est le plus scientifique du trio, ainsi que le plus timide en public. Il arrive à expliquer des phénomènes scientifiques avec une énergie et un intérêt puissants. Il est reconnaissable dans le trio par ses lunettes et son bouc. Dans plusieurs épisodes, il est torse nu (en bedaine). Il prête souvent sa voiture lors de tournages et chante très faux[réf. souhaitée]. Il jure assez facilement.

## Personnages récurrents

### Pierre-Paul Paquet

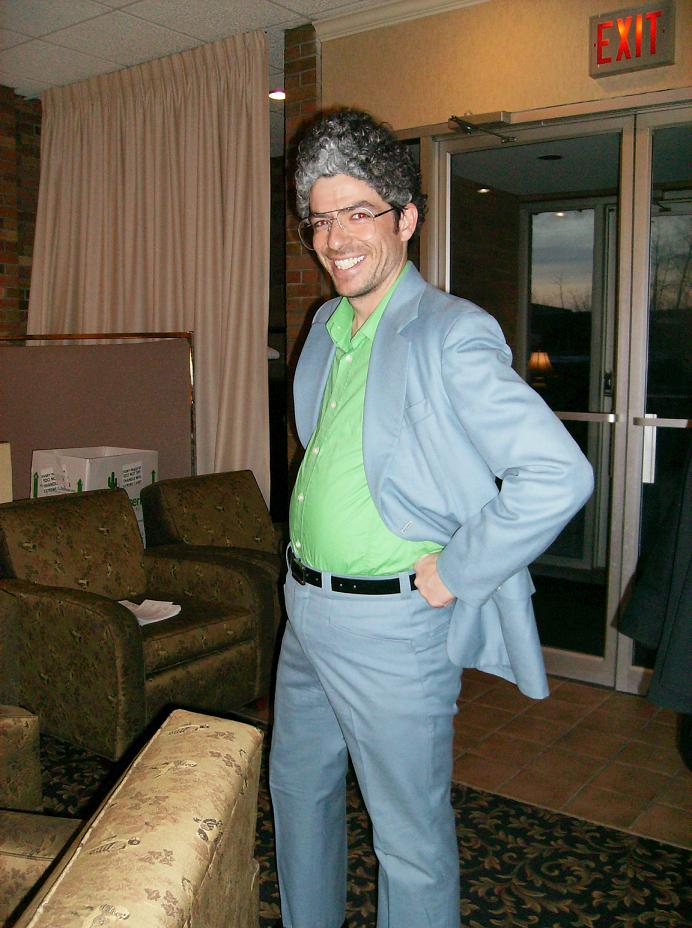
Pierre-Paul Paquet.

Pierre-Paul Paquet, incarné par Mathieu Pichette, est l'animateur de l'émission, donc il est présent dans toutes les émissions. Il est reconnaissable par ses grosses lunettes, ses cheveux frisés, son large sourire et son complet veston/chemise. Il croit avoir le contrôle de son l'émission, mais ce n'est jamais le cas. Il apparaît au début pour présenter le thème de l'émission. Pendant l'émission, il fait à sa façon un défi sur le thème, tout en présentant les sketchs. Aussi, il arrête la diffusion d'un sketch, lors de son visionnement dans la salle de réunion, pour y donner son commentaire qui est très souvent absurde et dont personne ne s'inquiète. Pierre-Paul est une parodie de ce que les adultes pensent des jeunes. Il les aime, il veut les comprendre, mais il se trompe toujours complètement. Il est chétif dans les activités physiques et est très souvent maladroit, ce qui exaspère son équipe. Ses phrases fétiches sont « Salut à toi les jeunes », quand il s'adresse au public, aussi quand il est en réunion, il dit à la fin de son commentaire, « J'agite un petit drapeau là-dessus ». Dans la saison 4, il est promu au rang de producteur.

### Laurier
Incarné par Mathieu Pichette, Laurier apparaît dans les sketchs Télé-Tudie, où il est enseignant de FRH 403 — Sciences relationnelles et amour interpersonnel contemporain. Il est identifiable par son pull orange, ses cheveux auburn et son ventre bedonnant. C'est un épicurien qui aime beaucoup manger (d'où son problème de surpoids). À ses élèves, dont Steve, le plus cancre que l'on voit jamais (incarné par Félix), Laurier explique des phénomènes et des situations par rapport à l'amour, par exemple l'estime de soi, la fidélité, la Saint-Valentin, le baiser profond, etc. Pour illustrer ses propos, il met en scène des situations et des exemples avec l'aide de ses instruments de classe, de son tableau, de quelques maladresses et de coupes franches (jump-cut).
Depuis la saison 3 et une fois dans la saison 4, il n'est plus enseignant et anime l'émission Approche méthodologique de l'anthropologie gastronomique interculturelle appliquée et autres plaisirs de la vie. Durant ce sketch, il rencontre des gens de diverses cultures et cuisine avec eux des plats typiques de leur pays, tout en nous faisant connaître ce pays. Il improvise énormément durant ces sketchs et dit des jeux de mots hilarants. Par exemple, dans une émission, il faisait des pierogi avec une Polonaise, et, d'un air innocent, il dit alors : « Alors, on fourre tu directement su'l comptoir ou quoi? » Et la malheureuse Polonaise, ne connaissant pas les expressions québécoises de répondre : « Oui, bien sûr! »

### Paul Etychen
Cheveux blonds, portant une chemise bleue, un veston beige et des pantalons blancs, Paul Etychen (prononcé pɔ.le.ti.ʃən en faux-anglais) est chef du parti politique Parti Politique. Incarné par Mathieu Pichette, il parle français très mal (accent anglais très prononcé) et se préoccupe énormément de l'environnement. Ses messages publicitaires sont présentés dans l'émission. Ses positions et ses slogans n'ont de rapport qu'avec l'environnement. La plupart de ses messages manquent de sens, par exemple : « Je dis OUI à l'environnement et NON à pas l'environnement. » et aussi, « Les autres partis disent qu'il faut prendre les moyens pour sauver l'environnement. Moi, je dis : prends pas les moyens, prends les gros! ». Très sympathique, Paul Etychen est souvent « mêlé » (expression québécoise signifiant embrouillé, confus) et ses annonces sont ponctuées de jeux de mots cocasses (qui confirment sa mauvaise maîtrise de la langue française).

### Le Résolvateur
Incarné par Jean-Sébastien Busque, le Résolvateur porte un sarrau. Il apparaît dans les sketchs du même nom. Dans les sketchs, il est aux prises avec un problème de la vie de tous les jours et réussit à trouver une solution en inventant une sorte de système que l'on peut faire à la maison. Il nous explique les phénomènes scientifiques du problème et il se met à le construire dans son atelier. Une fois terminé, il en fait une démonstration, quelquefois en compagnie de Félix. Ce personnage permet de mettre en avant les compétences scientifiques de Jean-Sébastien.

## Sketchs récurrents

### La présentation du thème
À chaque épisode, l'introduction commence toujours dans une salle de classe, devant un tableau. Félix écrit sur le tableau le thème commençant toujours par L'importance de... de manière très rapide. Durant l'écriture de Félix, Mathieu arrive et explique la leçon de vie qu'ils vont donner dans l'épisode. Puis, vient une mise en scène pour mieux expliquer en quoi c'est important dans la vie. Finalement, ils disent ce qu'ils vont faire pour illustrer cette leçon de vie et Mathieu baisse un écran faisant ainsi un effet de transition.

### Nos archives
Il s'agit d'un montage d'anciennes archives télévisuelles, où les dialogues ont été effacés et remplacés par une nouvelle bande sonore des voix des gars. Cet assemblage raconte de manière absurde une situation se rapportant au thème de l'émission.

### La vie commentée
On suit une situation de vie de quelqu'un avec les commentaires et les analyses de Gilles et Gilles, comme si c'était un match de hockey.

## Épisodes

### Première saison (2006)
1. L'importance de se lancer
2. L'importance de respecter son temps
3. L'importance de savoir encaisser les coups durs
4. L'importance de s'exprimer
5. L'importance de s'intégrer
6. L'importance de faire ça vite!
7. L'importance de s'amuser
8. L'importance d'aller jusqu'au bout
9. L'importance de faire confiance aux autres
10. L'importance de faire semblant
11. L'importance d'être en contrôle
12. L'importance de se mettre à la place des autres
13. L'importance de savoir ce que l'on mange
14. L'importance de connaître son environnement
15. L'importance de saisir l'occasion
16. L'importance d'être patient
17. L'importance de travailler en équipe
18. L'importance de se défendre
19. L'importance de prendre soin de son corps
20. L'importance de ne pas mourir
21. L'importance de bien communiquer
22. L'importance d'être à l'écoute
23. L'importance de persévérer
24. L'importance de ne pas croire tout ce que l'on dit
25. L'importance de se dépasser
26. L'importance de recycler

#### La fuite de Jean-Sébastien
Après avoir photographié et pris en note des documents, un homme (incarné par Jean-Sébastien Busque) se sauve, se fait capturer, se fait torturer et prend la fuite. Durant tous ces évènements, il dit des informations véridiques complètement inutiles.

#### Kankekeukun
On est témoin d'une situation dont quelqu'un est victime et qui risque de nous arriver. Puis, un homme (incarné par Félix Tanguay) avec de grandes lunettes et un uniforme arrive dans le décor et mentionne les étapes à suivre pour régler cette situation. Vers la fin, les victimes sont plus souvent victimes des agissements de l'homme que de la situation. Quand l'homme apparaît, il dit toujours: « Kankekeukun (Quand que quelqu'un)... » Il est à noter la forte ressemblance physique de ce personnage au président d'ACME dans le film «Les Looney Tunes passent à l'action».

#### Les parties du corps de Jean-Sébastien
Un présentateur (incarné par Félix Tanguay) apparaît en bas à droite de l'écran et nous montre une partie rapprochée du corps de Jean-Sébastien et nous demande quelle est cette partie du corps. Après 5 secondes, il nous le dit. Il récapitule les parties du corps vues au cours de l'émission vers la fin de celle-ci.

#### Le réalisateur
On voit une situation de vie entre deux personnes (Félix et/ou Jean-Sébastien. Souvent, une fille est mêlée à l'histoire), comme un échange dans un magasin, un adieu de colocataires, etc. Tout à coup, un homme (incarné par Mathieu Pichette) arrive de nulle part, fait ou refait la scène de la manière d'un réalisateur comme si c'était un film. Ces sketchs étaient récurrents dans la première saison et seulement deux ont été faits dans la deuxième saison.

#### Les Gars
Parodie des télé-réalités et des groupes musicaux. On suit la formation du groupe pop Les Gars depuis les auditions jusqu'à la dissolution après six semaines. Le groupe est formé de Charles (incarné par Mathieu Pichette), Olivier (incarné par Félix Tanguay), Michel (incarné par Jean-Sébastien Busque) et Ulysse (incarné par Gardy Fury). Cette série de six épisodes a permis la création de la chanson Super de belle fille qui fut jouée avec un orchestre symphonique dans la saison 2 dans l'épisode « L'importance d'avoir de la classe ». Le groupe sera de retour dans la saison 4.

#### Métier Une Police
On suit des situations policières avec des policiers très maladroits.

#### La motte de terre de l'espace
Parodie des séries de type Star Trek. Les aventures d'un équipage qui affronte les dangers de l'espace et vivant dans un immeuble sur une motte de terre, qui s'est envolée dans le cosmos après l'impact d'un astéroïde sur Terre. L'équipage est composé d'un capitaine, d'un commandant, d'une colonelle et d'un amiral, dont les outils et les costumes sont de mauvaise qualité.

#### Tague
Parodie de Lance et compte. Les aventures de Michael (incarné par Félix Tanguay), tagueur de l'équipe des bons. Avec ses coéquipiers Steve et Éric, il doit battre la formidable équipe des Mauvais, afin d'empêcher de vilains promoteurs de réaliser leurs plans sadiques.

#### Supercoop
Parodie de l'univers des super-héros. Les aventures de Bouille-Man (incarné par Jean-Sébastien Busque), membre de l'équipe de super-héros Supercoop, donc la mission est de combattre Le Déguisateur qui a enlevé trois super-héros de la Supercoop.

### Deuxième saison (2007)
1. L'importance de se reprendre
2. L'importance d'avoir de l'ambition
3. L'importance de comprendre les autres
4. L'importance de dormir
5. L'importance d'avoir de l'expérience
6. L'importance de réaliser ses rêves
7. L'importance d'avoir de la classe
8. L'importance de suivre le courant
9. L'importance d'être au-dessus de ses affaires
10. L'importance de suivre les instructions
11. L'importance d'être bon perdant
12. L'importance de triper
13. L'importance d'unir ses forces
14. L'importance de suivre son destin
15. L'importance d'avoir du génie
16. L'importance de se faire remarquer
17. L'importance de faire attention aux affaires des autres
18. L'importance de voir du pays
19. L'importance d'aimer
20. L'importance d'être extrême
21. L'importance de respecter la loi
22. L'importance de s'entraider
23. L'importance de s'évader
24. L'importance de représenter son pays
25. L'importance de vaincre ses peurs
26. L'importance de ne pas lâcher

#### Le cégep de Beverly Hills
Parodie de la série télévisée Beverly Hills 90210. On suit les aventures dramatiques, joyeuses et amoureuses d'un groupe d'amis étudiant au cégep de Beverly Hills. Mathieu joue les rôles de Chad et de Bonnie, Félix joue Michael et Sally et Jean-Sébastien joue Murray et Ronda.

#### À vous d'agir
Il s'agit d'un quiz sur la sécurité présenté par deux ambulanciers : Le bronzé Marco (incarné par Félix Tanguay) et La petite grosse Sophie (incarné par Jean-Sébastien Busque). Ils mettent en scène des situations qui peuvent mener à des accidents et demandent au public la solution la plus sécuritaire parmi un choix de réponses proposées.

#### La grosse question
Ces sketchs mettent en scène quelqu'un qui meurt et qui se retrouve dans l'au-delà, devant un représentant (incarné par Jean-Sébastien Busque) qui lui demande quelle est la grosse question qu'il s'était toujours posée. Le représentant lui répond comme il peut, ce qui nous renseigne sur certaines choses qu'on s'était sans doute posées dans la vie. Ces sketchs sont également présents dans la saison 3.

#### Comme vous avez pas le temps de tout voir
Il s'agit d'une présentation d'un monument ou d'un lieu propre à une région du Canada ou des États-Unis, avec la frénésie des gars. Elles sont aussi dans les saisons 3 et 4.

#### Pardus
Parodie de Perdus. Après avoir survécu à un accident de tripe, où on ne pouvait embarquer que trois personnes maximum, quatre hommes sont naufragés sur une île. On suit les aventures de Sven (incarné par Félix Tanguay), de Robert (incarné par Jean-Sébastien Busque), de Manuel (incarné par Mathieu Pichette) et de Kenny qui cherchent à rejoindre la civilisation.

#### Les Badasses
Il s'agit d'un documentaire sur la gang de ruelle appelée Les Badasses. L'animateur (Jean-Sébastien Busque) les suit dans leurs aventures. Composée de Nic (incarné par Mathieu Pichette) et de Max (incarné par Félix Tanguay), cette bande de ruelle ne fait peur à personne et dès la fin d'un épisode, on se rend compte que ses membres ne sont pas aussi dangereux qu'ils le prétendent. Plus tard, lors dans la saison 3, la « gang de 1 de Chriss (incarné par Jean-Sébastien Busque) se joint aux Badasses, car il a une moto (qui est en fait un vélo).

#### Agent Double
Parodie des films de James Bond. On suit les aventures de l'agent double (incarné par Jean-Sébastien Busque), dont les missions sont de récupérer des mallettes, appartenant à des bandits, pour une organisation secrète.

### Troisième saison (2008)
1. L'importance de prendre sa revanche
2. L'importance d'innover
3. L'importance d'être chaleureux
4. L'importance de prendre du soleil
5. L'importance de s'entraîner
6. L'importance d'apprécier les petites choses de la vie
7. L'importance de laisser sa marque
8. L'importance de célébrer
9. L'importance de rendre ça intéressant
10. L'importance de prendre une pause
11. L'importance de donner sa chance aux autres
12. L'importance d'être chanceux
13. L'importance de se préparer au pire
14. L'importance de se comparer
15. L'importance d'être le meilleur
16. L'importance d'aider son prochain
17. L'importance de finir en beauté

#### Charles et Ric
On suit les mésaventures de deux amis, Charles (incarné par Mathieu Pichette) et Ric (incarné par Félix Tanguay), qui vont tous les deux à un rendez-vous avec la même fille. Cette dernière était sûre d'avoir un rendez-vous avec un gars appelé Charles-Éric et elle se retrouve avec deux gars appelés Charles ET Ric. Plus ça avance, plus ça devient ridicule et vers la fin, la fille les laisse tomber. Ces sketchs sont aussi présents dans la saison 4.

#### Problème de Consommation
Parodie d'émission de télé communautaire. Présentée par le canal TÉLÉ-TRAVAUX COMMUNAUTAIRES, il s'agit d'une émission qui favorise la réinsertion sociale d'un ex-détenu. On y suit François (Franck) Côté alias Snake (incarné par Félix Tanguay) qui tourne des reportages sur le monde de la consommation comme la banque, les assurances, etc. C'est comme si Franck n'a jamais pu découvrir la vie en dehors de la prison et du crime. Et se mêle absurdité, jeux de mots et malaise. Ces sketchs sont aussi présents dans la saison 4.

#### Le guide du voyageur averti
Il s'agit d'une scène où un touriste (incarnée par Jean Fournier) qui est en voyage dans un autre pays (principalement dans un état des États-Unis). Ce dernier fait une action toute simple et se fait arrêter par la police. Puis, la scène s'arrête et un homme à lunette avec un gros livre brun appelé Roger Turcotte (incarné par Jean-Sébastien Busque) apparaît et nous informe d'une loi appliquée dans l'État abordé. Et à la fin, il dit : « Voyageurs, vous êtes avertis! ».

### Quatrième saison (2009)
1. L'importance de se laisser influencer
2. L'importance d'échanger
3. L'importance de s'en sortir
4. L'importance de devenir un homme
5. L'importance de connaître ses racines
6. L'importance de dire merci
7. L'importance d'intervenir
8. L'importance de tenir parole
9. L'importance de se tenir debout
10. L'importance de donner de l'importance
11. L'importance de s'essayer
12. L'importance d'improviser

#### Nouvelle-France Vice
Parodie de Miami Vice, On y suit les aventures du Canadien-français Jacques-François Lafortune de Grandmaisonneuve alias Jack (incarné par Félix Tanguay) et de l'amérindien Mikatameshiaouek alias Mike (incarné par Jean-Sébastien Busque) qui forment un duo policier du XVIIe siècle au service de la Nouvelle-France. Le Gouverneur de la Nouvelle-France (incarné par Mathieu Pichette) leur confie des missions qui sont accomplies à leur façon. Dans l'un de ces sketchs, on découvre l'ancêtre de Nic des Badasses.

#### Comme dans la vie vous n'avez pas le temps de tout essayer
Courts sketchs où les gars font une cascade.

## Discographie

### DVD
Un DVD des émissions de la première saison est sorti le 18 novembre 2008 et celui de la deuxième saison, le 1er décembre 2009. Le DVD des saisons trois et quatre est disponible depuis le 21 septembre 2010.

## Prix et distinctions

### Gémeaux
La série a gagné trois prix Gémeaux en 2007 et le même nombre en 2008, dont celui de Meilleure réalisation : émission ou série jeunesse de variété/informations. Elle en a également gagné quatre en 2009, pour la saison 3.
En septembre 2010, elle a finalement remporté les cinq prix pour lesquels elle était nommée, pour la saison 4.

### Records

#### Première émission carboneutre
Les pieds dans la marge est la première « émission carboneutre » au Canada, c'est-à-dire la première émission dont le coût de réalisation en gaz à effet de serre a été compensé monétairement par des dons à l'organisme sans but lucratif Planetair, qui réalise des projets entraînant l'économie de tonnes d'émissions de carbone.
Les artisans de l'émission ont lancé le défi à la populaire émission Tout le monde en parle, animée par Guy A. Lepage, de devenir également « carboneutre ».

#### Poutine envoyée dans l'espace
Lors de l'émission « L’importance de laisser sa marque », l'équipe fut la première au monde à lancer une poutine dans l'espace. Avec une altitude de 17 km
,, ils obtinrent le record mondial de la poutine s’étant élevée le plus haut dans les airs.
Selon Félix, l'équipe aurait appelé des entreprises aériennes et l’astronaute Marc Garneau afin de connaître la hauteur qui pourrait être atteinte. À l'aide d'un ballon-sonde équipé d'un GPS et d'une caméra pour prendre de photos aériennes. La sonde voyagea sur une distance d'environ 100 km.
Le restaurant le Roy Jucep de Drummondville, qui avait fourni la poutine pour les essais, sert toujours une variété de poutine en l'honneur de ce record, la Spoutine aux trois fromarges.